# Terra groga
Terra groga (xinès simplificat: 黄土地; xinès tradicional: 黃土地; pinyin: Huáng tǔdì) és una pel·lícula xinesa de 1984, dirigida per Chen Kaige. Està basada en una novel·la de Ke Lan. L'idioma original és el mandarí.
Va ser el debut de Chen Kaige com a director. La notable fotografia de la pel·lícula és de Zhang Yimou. El 27 de març de 2005, en el lliurament de premis del 24è Hong Kong Film Awards va aparèixer una llista de les 100 Best Pictures Motion Chinese, i Terra groga va quedar en quart lloc. Richard James Havis, autor de Changing the Face of Chinese Cinema: An Interview with Chen Kaige ("Canviar la cara del cinema xinès: una entrevista amb Chen Kaige"), va dir que la pel·lícula era la primera pel·lícula xinesa "almenys des de l'alliberament comunista de 1949, per explicar una història més a través d'imatges que de diàlegs".

## Argument
Un soldat de l'exèrcit comunista és enviat a les zones rurals per recopilar les cançons populars de to alegre i feliç. El soldat és acollit per una família camperola i s'enamora d'una noia. Quan s'adona que totes les cançons tenen un aire trist i, per tant, no pot complir la seva missió, haurà de reincorporar-se a files.

## Altres crèdits
- Muntatge: Pei Xiaonan.
- Color: Eastmancolor.

## Premis
- 1985 - Millor pel·lícula en el Festival Internacional de Cinema d'Hawaii.
- 1985 - Chen Kaige, Lleopard de Plata al Millor director en el Festival Internacional de Cinema de Locarno i Esment Especial del Jurat.